# Taylor Landing (Texas)
Taylor Landing es una ciudad ubicada en el condado de Jefferson en el estado estadounidense de Texas. En el Censo de 2010 tenía una población de 228 habitantes y una densidad poblacional de 83,36 personas por km².

## Geografía
Taylor Landing se encuentra ubicada en las coordenadas 29°51′59″N 94°7′46″O / 29.86639, -94.12944. Según la Oficina del Censo de los Estados Unidos, Taylor Landing tiene una superficie total de 2.74 km², de la cual 2.72 km² corresponden a tierra firme y (0.66%) 0.02 km² es agua.

## Demografía
Según el censo de 2010, había 228 personas residiendo en Taylor Landing. La densidad de población era de 83,36 hab./km². De los 228 habitantes, Taylor Landing estaba compuesto por el 93.42% blancos, el 1.75% eran afroamericanos, el 0% eran amerindios, el 0.88% eran asiáticos, el 0% eran isleños del Pacífico, el 1.32% eran de otras razas y el 2.63% pertenecían a dos o más razas. Del total de la población el 2.19% eran hispanos o latinos de cualquier raza.